# 鏡山城の戦い
鏡山城の戦い（かがみやまじょうのたたかい）は、戦国時代の大永3年（1523年）、安芸国西条の鏡山城で起きた尼子氏と大内氏の戦いである。

## 背景
鏡山城は安芸西条（現・東広島市）にある山城で、安芸支配を目論む周防・長門の大内氏が長禄・寛正年間（1457年 - 1466年）に築城し、安芸制圧の拠点としていた。
大永2年（1522年）、大内義興は陶興房を総大将として安芸に派遣した。大内の軍勢は3月から8月まで5ヶ月間滞在して、新庄小幡（現・広島市西区新庄町）や大塚（現・広島市安佐南区沼田町大塚）を攻めるも、安芸武田氏の防戦により特段の戦果はなかった。
一方、安芸・備後に勢力を伸ばしていた出雲の戦国大名・尼子経久が、大内義興が九州北部へ出陣へしている隙を突いて、鏡山城を落とすべく西条に進軍した。尼子氏は、尼子氏に臣従する安芸国人衆らと共に鏡山城の攻略を開始した。当時、吉川氏は有田中井手の戦いの翌年に尼子氏の傘下に入っており、同様に毛利氏も尼子傘下にあった。

## 戦いの経過
まだ9歳であった毛利氏の当主・毛利幸松丸の後見人を務める毛利元就は毛利勢を率いて、大永3年（1523年）6月13日、毛利軍は吉川国経らと共に4,000の軍勢で城攻めを開始した。一方、大内方は蔵田房信とその副将として叔父の蔵田直信が鏡山城に入り、尼子軍を迎え撃った。奮戦する房信は尼子軍を容易に城へ寄せ付けず、戦線は膠着状態に陥った。そこで元就は一計を案じ、蔵田家の家督を継がせることを条件に直信を寝返らせ、直信が守備する二の丸に尼子軍を手引きさせた。尼子軍の侵入を許した鏡山城内は大混乱をきたした。城将の房信は本丸に籠もって最後の防戦を一昼夜続けるが、28日に落城した。房信は、妻子と城兵の助命と引き替えに自害した。
落城後、経久は房信の申し出は承認したものの、直信については寝返りを非難して処刑を命じた。元就は策の約定を反故にされた。さらに毛利氏の戦功は全軍で一番であろうことは明らかであったにもかかわらず、尼子氏は毛利氏へ恩賞を与えなかった。この攻城戦が終わり、経久は元就を警戒し、元就は経久に不信感を抱いた。

## 戦後
経久は元就を警戒し、同年に毛利家当主の幸松丸が病死した際には、家臣の亀井秀綱に命じて、毛利家の家督相続問題に介入した。尼子氏は元就の弟の相合元綱を擁立させるべく画策するが、機先を制した元就が元綱とその支持派を粛清し元就が当主となったことにより、尼子氏の介入は失敗した。
大永5年（1525年）、安芸での勢力回復を図る大内氏が攻勢に転じた。それまで尼子側に留まっていた元就は、3月に尼子氏から離反して大内氏の傘下に入った。毛利氏は陶興房率いる大内軍の米山城攻めに参戦し、米山城主天野興定らの降伏を仲介している。
大内軍は鏡山城の奪回にも成功し、安芸国内での尼子氏の勢力は減少した。
鏡山城は比高も低く要害の地でも無いため、大内氏は新たに曽場ヶ城を築き、後には槌山城も築いて大内氏の安芸国本拠とし、鏡山城は廃城となった。